# Великая хроника
«Великая хроника» (зап.-русск. «Летопис, то ест Кройника великая з розных многих кройникаров диалектом русским написана», «Летописец, то есть Кройника великая из разных многих а опытченых авторов и историков диалектом русским ест зложона») — составной белорусско-украинский хронограф эпохи барокко, своеобразная историческая энциклопедия своего времени, первая серьёзная попытка изложения мировой истории на западнорусском языке. Составлена «Великая хроника» в первой половине XVII века. Место её возникновения точно неизвестно.
Ранняя редакция памятника, наиболее вероятно, белорусского происхождения, более поздняя — украинского. «Великая хроника» имеет компилятивный характер. По жанровому составу — это свод исторических повестей, рассказов и погодных записей.
Основное содержание хронографа — история многих стран и народов, изложенная на основании самых разных историко-литературных источников. Состоит из трёх основных частей: «Хроники всего мира», «Хроники славянорусской» («Хроники славян») и «Хроники литовской и жмойтской».
В 1-й части, в «Хронике всего мира», описывается далекое прошлое человечества от «сотворения мира» до времени Карла Великого включительно. Значительное место в ней занимает библейская история, история Древней Греции, Древнего Рима, Ближнего Востока и Византии, а также совсем кратко освещено историческое прошлое Западной Европы 1-го тысячелетия н. э. Эта часть хронографа основывается преимущественно на одноимённой хронике польского историка Мартина Бельского (около 1495—1575).
2-я часть, «Хроника славянорусская», посвящена преимущественно истории древней Руси от основания Киева до 1480 года. Этому предшествуют в произведении краткий обзор библейской истории и различные статьи о происхождении славян и русов. Основным источником этой части была «Хроника польская, литовская, жмудская и всей Руси» Матвея Стрыйковского (1547 — около 1593). Один из разделов «Хроники славянорусской» называется «Хроника Белой и Чёрной Руси».
3-я часть — «Хроника литовская и жмойтская», также основывается на «Хронике» Стрыйковского. Эта часть «Великой хроники» описывает историю Великого княжества Литовского от легендарного князя Палемона до 1588 года. Дополнительными источниками здесь послужили «Хроника Европейской Сарматии» Александра Гваньини (1538—1614), и литовско-белорусская летопись типа «Хроники Быховца».
История Древней Руси, Белоруссии, Украины, Литвы и частично России и Польши подается в «Великой хронике» в связи с наиболее важными страницами прошлого других стран и народов как органическая и важная часть всемирной истории. В произведении утверждается идея единства происхождения и истории всего человечества, раскрывается богатство, значимость и величие прошлого славянских народов, которое подается с патриотических позиций. Энциклопедический характер содержания хронографа свидетельствует о большом интересе старобелорусского и малороссийского общества XVII века к зарубежной и отечественной истории, широте взглядов тогдашних читателей, а также о богатстве и разнообразии историко-литературных творений, бытовавших в эпоху барокко на белорусских и украинских землях.
Кроме точных сведений о подлинных исторических событиях «Великая хроника» содержит много мифов, легенд, преданий и литературных обработок, в том числе повести о Троянской войне, Александре Македонском («Александрия»), Куликовской битве 1380 года и др.
В хронике сопряжено документально-фактографичное описание прошлого с художественно-поэтическим её отражением. «Великая хроника» — важный этап в истории белорусской и украинской литературы и историографии, своеобразный переходный мост от традиционных летописей и хроник к произведениям исторической беллетристики в её сегодняшнем понимании. Она имела большое значение для расширения исторических взглядов и представлений и систематизации знаний жителей Западной Руси о далеком прошлом народов мира. Включение отечественной истории в международный контекст способствовало укреплению их национально-исторического сознания, воспитанию чувства патриотизма.
«Великая хроника» сохранилась более чем в 10 списках: Тобольском (основной), Санкт-Петербургском (Ленинградском, 1740-е гг.), Красноярском (1750 г.), Краковском, Московском, и др. Она широко бытовала на территории Белоруссии и Украины, а в XVIII веке читалась и перезаписывалась даже в Сибири.
История её возникновения, содержания, источников, точности исторических сведений, жанрово-стилевых и других особенностей глубоко и основательно не исследованы.
Большая часть её текста не опубликована (кроме «Хроники литовской и жмойтской», изданной в 1975 году).